# Jaroslav Bílý (skladatel)
Jaroslav Bílý (15. května 1935 Libkovice pod Řípem – 16. července 2010 Zlín) byl český skladatel a dirigent.

## Život
První hudební vzdělání získal u vojenského kapelníka J. Svobody a později u svého strýce Františka Vajgla. Po ukončení základní školy nastoupil jako žák Vojenské hudební školy (1950–53). Dále studoval u profesora A. Modra harmonií, u profesora B. Herana hru na violoncello a u profesora K. Janečky hudební formy a skladbu. Toto studium završil v roce 1958 závěrečnou zkouškou na konzervatoři. Po vystudování vojenské hudební školy působil jako hudebník u různých vojenských hudeb. Nejprve jako hráč na violoncello, baryton, pozoun, a později jako dirigent.
V roce 1960 se stal dirigentem dechového orchestru ve Štětí. Orchestr získal mnoho cen v Československu i v zahraničí, kde často koncertoval. Během svého působení ve Štětí stál Jaroslav Bílý u zrodu prvního festivalu svého žánru u nás. V roce 1961 byl uspořádán 1. ročník Štětského kulturního podzimu, který se v roce 1969 přejmenoval na Národní festival dechových orchestrů. Tato přehlídka s mezinárodní účastí získala velkou tradici a dodnes je významnou kulturní událostí nejen města Štětí. Po ukončení studia se stal šéfdirigentem "Velkého dechového orchestru ve Zlíně".
V roce 1982 uspořádal ve Zlíně "Festival dechových a folklorních souborů. Nositel Ceny města Zlína za rok 2001.
Jako skladatel napsal pro svůj orchestr mnoho děl.

## Ocenění
Mezi významnými oceněními nechybí opakovaná vítězství v celostátních soutěžích v Ostravě a 1. místo v soutěži CISM ve francouzském Vichy. Patrně nejvýznamnějším úspěchem bylo vítězství na velmi prestižní Světové soutěži v holandském Kerkrade v roce 1985. Zde zlínští hudebníci získali Zlaté medaile jak za část pochodovou, tak i koncertní.